# Cesny-Bois-Halbout
Cesny-Bois-Halbout ist eine Ortschaft und eine ehemalige französische Gemeinde mit 633 (Stand: 1. Januar 2022) im Département Calvados in der Region Normandie.  Sie gehörte zum Arrondissement Caen und zum Kanton Thury-Harcourt. Die Einwohner werden als Ceiterniciens bezeichnet.
Mit Wirkung vom 1. Januar 2019 wurden die ehemaligen Gemeinden Cesny-Bois-Halbout, Acqueville, Angoville, Placy und Tournebu zur Commune nouvelle Cesny-les-Sources zusammengeschlossen und haben in der neuen Gemeinde der Status einer Commune déléguée. Der Verwaltungssitz befindet sich im Ort Cesny-Bois-Halbout.

## Geografie
Cesny-Bois-Halbout liegt rund 23 km südlich von Caen und 19 km nordwestlich von Falaise. Umgeben wird die Ortschaft von Fresney-le-Vieux im Norden, Barbery im Nordosten, Moulines im Osten, Acqueville im Südosten, Meslay im Süden, Placy im Südwesten, Croisilles im Westen sowie Espins in nordwestlicher Richtung.

## Bevölkerungsentwicklung
| Jahr                             | 1793 | 1836 | 1876 | 1926 | 1946 | 1968 | 1990 | 2008 | 2016 |
| Einwohner                        | 656  | 713  | 633  | 449  | 385  | 456  | 617  | 659  | 600  |
| Quelle: Cassini, EHESS und INSEE |      |      |      |      |      |      |      |      |      |

## Sehenswürdigkeiten
- Kirche L’Assomption-de-Notre-Dame aus dem 12. Jahrhundert
- Hospiz Saint-Jacques, ehemalige Leprakolonie mit angeschlossener Kapelle, Monument historique
- Schloss aus dem 18. Jahrhundert
- Lavoir

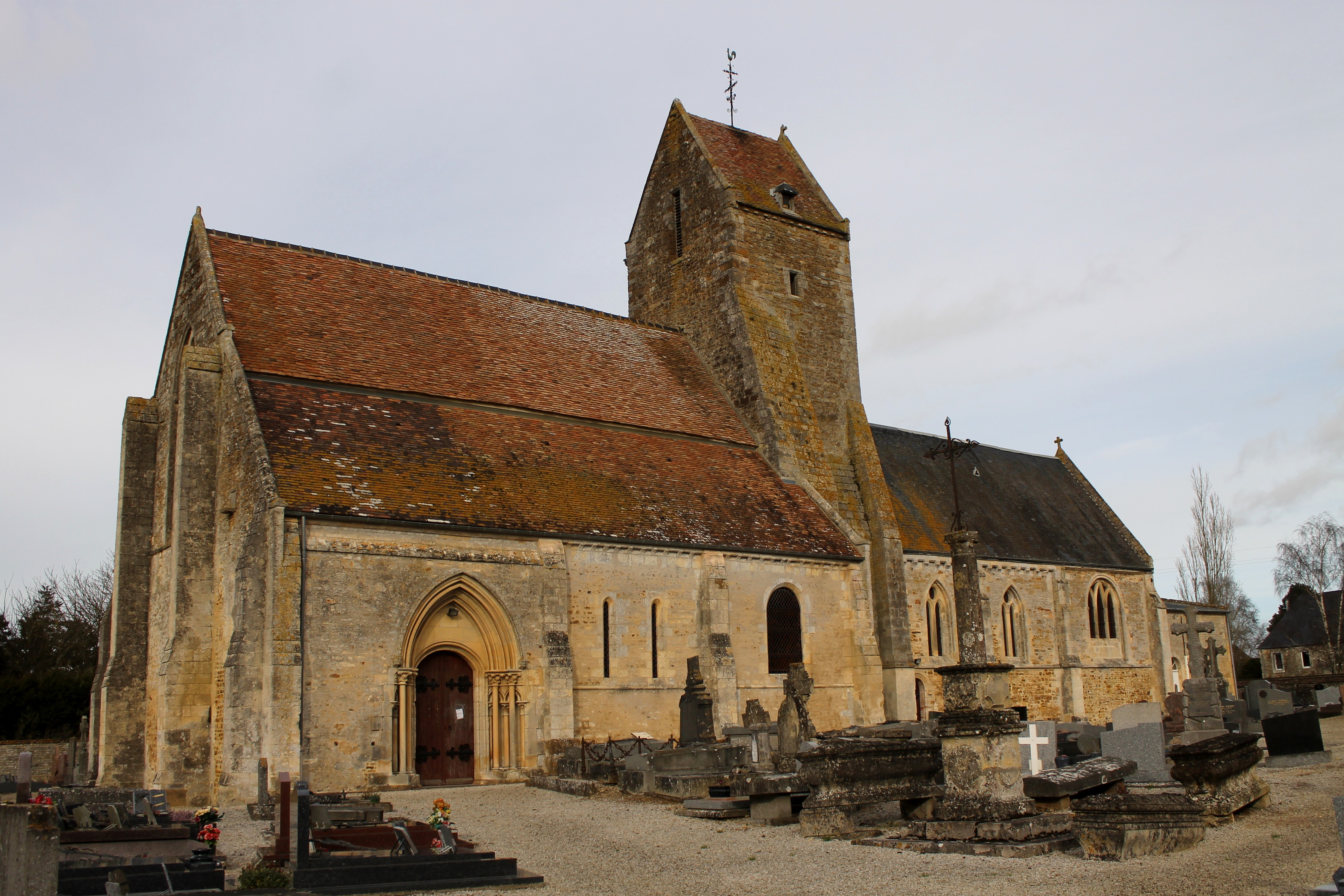
Kirche L’Assomption-de-Notre-Dame
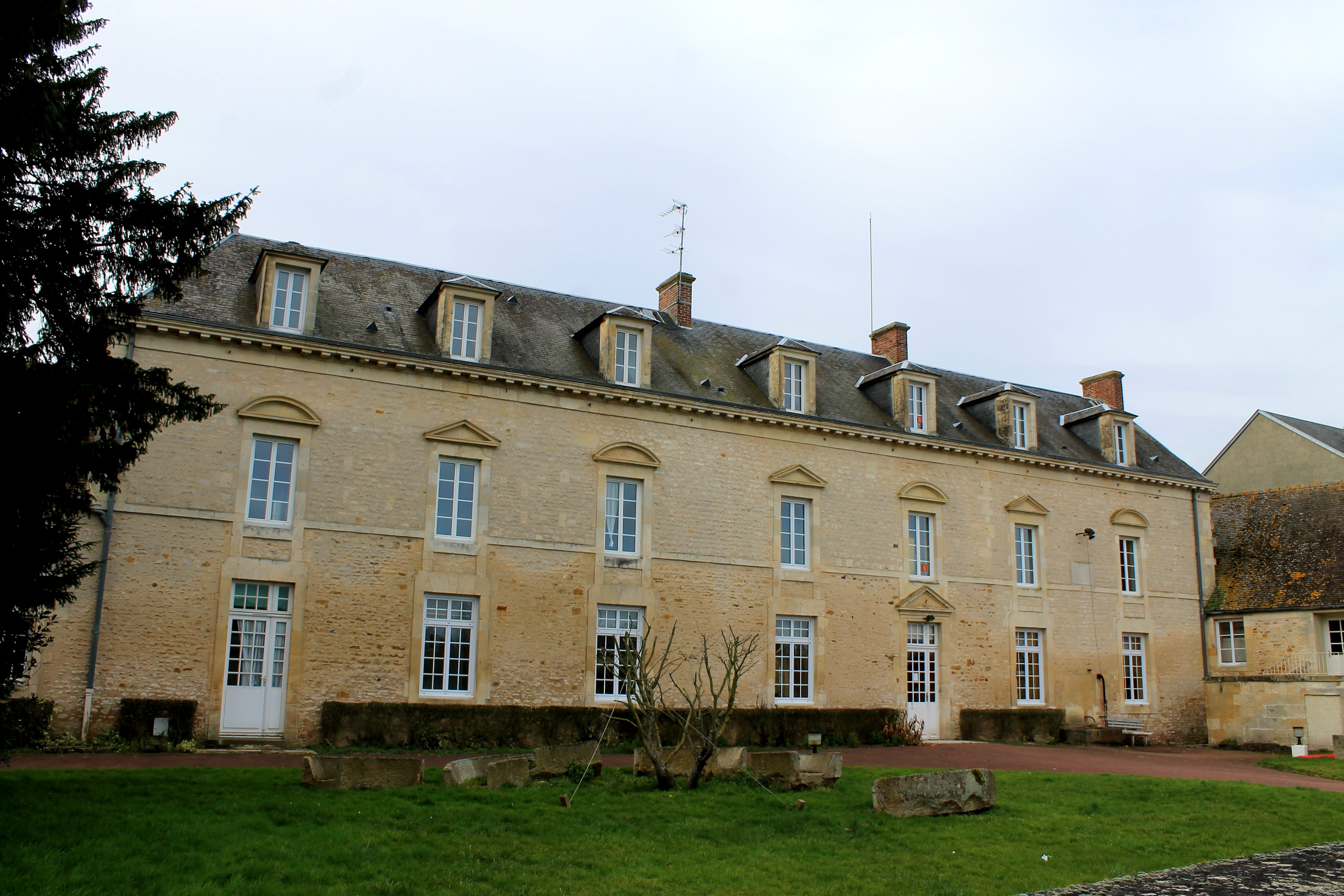
Ehemaliges Hospiz Saint-Jacques
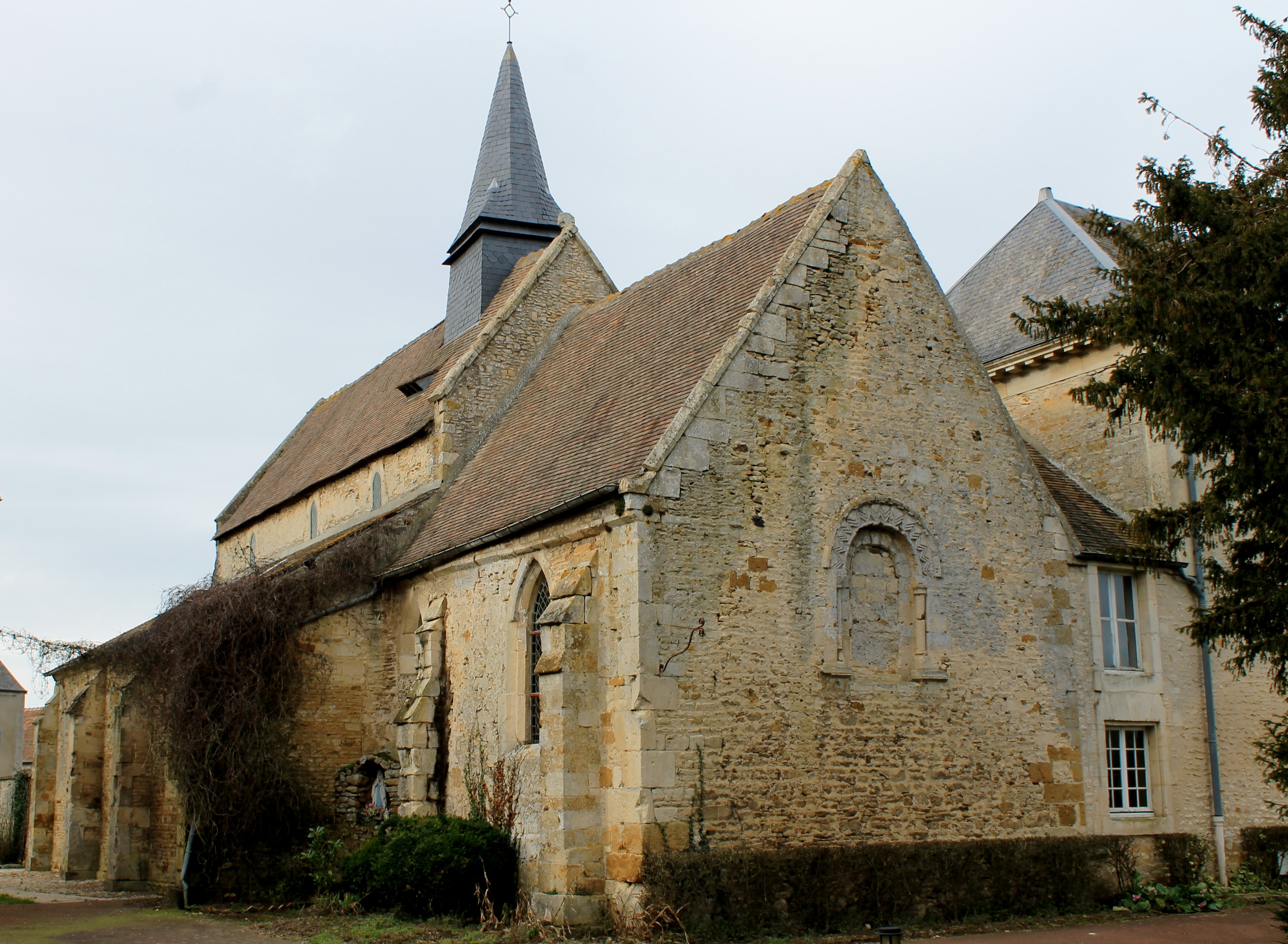
Hospizkapelle
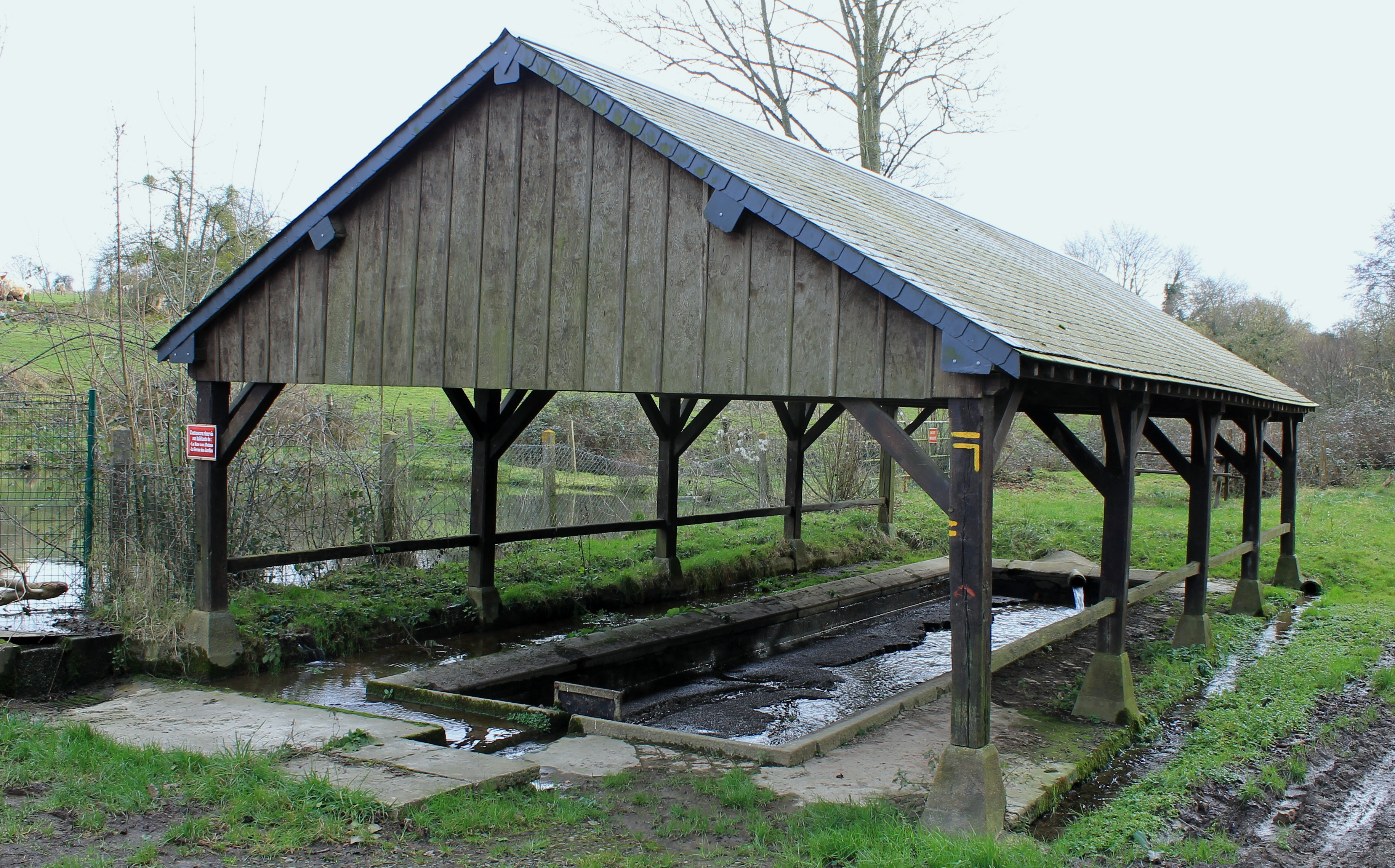
Lavoir